# Acropyga paleartica
Acropyga paleartica  (лат.) — вид мелких муравьёв рода Acropyga из подсемейства Formicinae. Европа (Греция). Один из наиболее северных представителей своего рода.

## Описание
Усики 11-члениковые (у самцов усики состоят из 12 сегментов). Длина тела около 2-3 мм. Жвалы широкие с 6—8 зубчиками. Окраска тела полностью жёлтая. Этот вид отличается от других своими многозубчатыми мандибулами и 4- или 5-члениковыми нижнечелюстными щупиками (к нему близки виды Acropyga arnoldi и Acropyga silvestrii). Известен своей трофобиотической связью с Eumyrmococcus corinthiacus (Pseudococcidae; муравьи разводят этих червецов как облигатных мирмекофилов-трофобионтов; De Lotto, 1977) и трофофоретическими самками (Prins, 1982). A. arnoldi обнаружен в сосновых средиземноморских лесах. На острове Крит (Греция) наблюдался перенос одиночной расселяющейся самкой кокона рабочей особи.
Вид был впервые описан в 1936 году итальянским мирмекологом Карло Меноцци (Carlo Menozzi, 1892—1943).